# 중원비행장
중원비행장(中原飛行場, IATA: JWO, ICAO: RKTI)은 충청북도 충주시 금가면에 위치한 비행장이다. 공식 명칭은 중원 전투 비행장이다. 19전투비행단이 주둔하고 있다.

## 같이 보기
- 서산비행장
- 수원비행장
- 오산비행장
- 성무비행장
- 충주비행장
- 평택비행장